# Estació de Pinar del Rey
Pinar del Rey és una estació de la línia 8 de la Metro de Madrid.
L'estació ser inaugurat el 2007. Per construir l'estació va haver de trencar la línia en el període comprès entre juny i setembre de 2006, ja que l'estació va ser construïda entre les estacions existents a Colombia i Mar de Cristal.
| Metro de Madrid        |          |       |                |                        |
| Procedència/Destinació | <        | Línia | >              | Procedència/Destinació |
| Nuevos Ministerios     | Colombia |       | Mar de Cristal | Aeropuerto T4          |